# Pterepidosis varimezovi
Pterepidosis varimezovi är en tvåvingeart som beskrevs av Boris Mamaev och Dimitrova 1998. Pterepidosis varimezovi ingår i släktet Pterepidosis och familjen gallmyggor. Inga underarter finns listade i Catalogue of Life.